# とんねるずの裏ビデオ in 武道館
「とんねるずの裏ビデオ in 武道館」（とんねるずのうらびでお いん ぶどうかん）は、とんねるず初のライブ・ビデオグラム。1986年2月21日にビクター音楽産業からVHS、3月21日にはVHDで発売された。

## 概要
1986年1月4日、日本武道館で開催されたとんねるずのライブを収録。
ビクター音楽産業から発売された、唯一のビデオグラム。
「青年の主張」「雨の西麻布」のミュージック・ビデオがボーナス・トラック扱いで収録されている。

## 収録曲
1. お江戸日本橋
2. 仏滅そだち
3. パートタイムラバー
4. 雨の西麻布
5. SHIKATO
6. チェックのシャツでボンヨヨヨーン
7. 18金の夜
8. After Summer
9. 歌謡曲
10. 銀河の交番
11. 一気!
12. 天使の恥骨
13. そっとおやすみ
14. 青年の主張
15. 青年の主張（プロモーション・ビデオ）
16. 雨の西麻布（プロモーション・ビデオ）